# WASP-11b/HAT-P-10b
WASP-11b/HAT-P-10b ou WASP-11Ab/HAT-P-10Ab é um Planeta extra-solar descoberto em 2008. A descoberta foi anunciada (sob a designação WASP-11b) pelo projecto SuperWASP em Abril de 2008, juntamente com os planetas WASP-6b a WASP-15b, no entanto, nesta fase, era necessário obter mais dados para confirmar os parâmetros dos planetas e não foram dadas as coordenadas. Em 26 de Setembro de 2008, o Projeto HATNet descreveu o planeta por eles designado HAT-P-10b. A equipe SuperWASP confirmou que os dois objetos (WASP-11b e HAT-P-10b), eram de fato o mesmo, e as duas equipes concordaram em utilizar a designação combinada.